# 塔蘭茨 (密蘇里州)
塔蘭茨（英語：Tarrant）是位於美國密蘇里州派克縣的村。

## 人口
根據2020年美國人口普查的數據，塔蘭茨的面積為0.11平方千米，皆為陸地。當地共有人口22人，而人口密度為每平方千米200人。